# ジョン・チャウニング

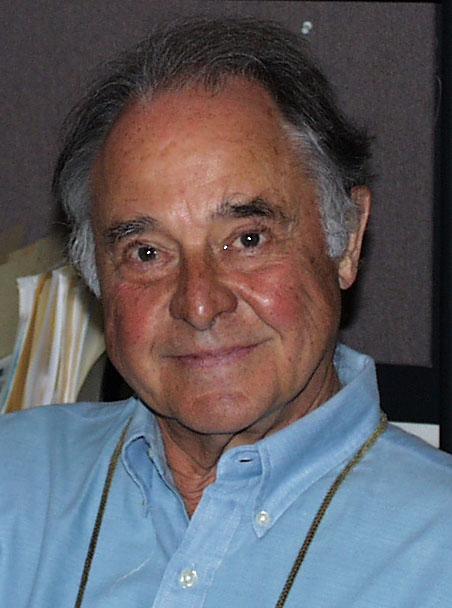
ジョン・M・チャウニング

ジョン・チャウニング（John M. Chowning [ˈtʃaʊnɪŋ]（チョウニングと表記される場合もある）、1934年8月22日生まれ、ニュージャージー州セイラム郡セイラム出身）は、アメリカの作曲家、音楽家、教授であり、スタンフォード大学における、自身の音楽作品と、FM音源（FM合成のデジタル実装）の発見者として知られる。 

## 実績
チャウニングは1967年にFM合成アルゴリズムを発見したことで知られる（Johnstone 1994; Schottstaedt 0000; Chowning 1973）。FM（周波数変調）合成では、搬送周波数と変調周波数の両方が可聴周波内にある。その本質は、ある波形の振幅と周波数は別の波形の周波数を変調し、2つの周波数の比率に応じて周期的または非周期的波形を生成することである。 
チャウニングによる画期的な進歩により、処理上、シンプルであるが、豊かな響きの音色が可能になった。金属の打撃音や鐘のような音を合成し、本物の打楽器に近づいた（チャウニングは熟練した打楽器奏者でもあった ）。彼は6年間を費やしてこの大きな発見を音楽的に重要なシステムに仕立て上げ、最終的には歌声を含む多数の楽音をシミュレートすることができるようになった。1974年スタンフォード大学はこの発見をヤマハにライセンス供与し(Mattis 2001)、チャウニングはヤマハと共に一連のシンセサイザーと電子オルガンを開発することになる。この特許は、かつてスタンフォードにおいて、他のエレクトロニクス、コンピューターサイエンス、およびバイオテクノロジーの影を薄くするぐらい最も利益を生む特許であった。 
FMシンセシスを組み込んだ最初の商用楽器は、1977年にニューイングランドデジタルコーポレーションによって発表されたSynclavier Iだった。1980年に発表されたSynclavier IIは、その年から、ポピュラー音楽の制作に頻繁に使用された。 FMアルゴリズムを組み込んだ最初のヤマハ製品は、1981年に最初に発売されたデジタルシンセサイザーであるGS1だった。これは当時、チャウニングを含め、高すぎると考える人もいた。その直後の1983年にヤマハは、最初の商業的成功を収めたデジタルFMシンセサイザー 、DX7を発売した。 
チャウニングのもう一つの重要な仕事は、物理的な空間を通る音の動きのシミュレーションである。1972年に初めて、Turenasという作品で、4つのスピーカーだけを使用して連続360度空間の錯覚を作ることができた(Mattis 2001)。

## 来歴
チャウニングは1959年に米国ヴィッテンベルク大学（英語版）で音楽の学士号を取得(Nelson 2015)。その後、パリのナディア・ブーランジェの下で2年間（1959〜61年）作曲を学び、1966年にスタンフォード大学にてDMAを取得、リーランド・スミスに師事した。1975年には、スタンフォード大学スタンフォード人工知能研究所の創設ディレクターを務めた(Mattis 2001)。 
またチャウニングはパリのIRCAMに長い間従事していた。 

## 私生活
チャウニングはエリザベス・ケラーと結婚し、ジョンとマリアンヌという2人の子供がいる。またジョンとマリアンヌにはそれぞれ二人ずつ、チャウニングの孫に当たる、マデリーン、ジェイド、サム、エヴァンという子供がいる。2回目の結婚相手は、モーリーン（・ドゥーディ）・ティアニーであり、ジェームズ・スコットという子供が1人いる。

## 主要作品
チャウニングの最も有名な作品の1つは、Stria （1977）である。 これは、20世紀の展望（Perspectives of the 20th Century）と題したIRCAM最初の主要コンサートシリーズのために委嘱された作品である。その作曲法では、有名なFMアルゴリズムと音楽に黄金平均（1.618...）の利用した非調和音が特徴的である。 
他の有名な作品には、360度の空間で音が動くような錯覚を起こす最初の電子音楽作品の1つであるTurenas（1972）が挙げられる(Tyranny n.d.)）。Phoné（1980-1981）では初めて音声合成をFM上で実現した(Anon. 2001)。

## 作品
- Sabelithe（1966年、1971年改訂）
- Turenas（1972）
- Stria（1977）
- Phoné（1980–1981）
- Voices（2005）

## 関連文献
- John M. Chowning Papers
- Andrew Nelson, The Sound of Innovation, Cambridge MA, MIT Press, 2015
- Olivier Baudouin, Pionniers de la musique numérique, Sampzon, Delatour, 2012
- John Chowning. Portraits polychromes. P.A. Castanet, É. Gayou, J.C. Risset et al. (eds). Paris: Ina – Michel de Maule, 2005.
- Computer Music Journal (The Reconstruction of Stria), Computer Music Journal, Fall 2007, Vol. 31.
- Roads, C., “John Chowning on composition”, Composers and the computer. Los Altos CA: Kaufman, pp. 18–25, 1985.
- Zelli, Bijan. “Interview with John Chowning.” [www.bijanzelli.com/Chowning_Interview_Published.pdf] (April 2010). Montréal: CEC.
- Zelli, Bijan. “Reale und virtuelle Räume in der Computermusik: Theorien, Systeme, Analysen.” 未発表の博士論文。Kommunikations- und Geschichtswissenschaft, Technische Universität Berlin, 2001. 著者のウェブサイトで入手できるこの論文にはTurenasの分析が含まれている。 (ドイツ語)